# Dueñas, Palencia
Dueñas là một đô thị trong tỉnh Palencia, Castile và León, Tây Ban Nha. 
Đô thị này có dân số 2922 người. Cự ly so với Madrid là 241 km.